# Scolioplecta
Scolioplecta is een geslacht van vlinders van de familie bladrollers (Tortricidae), uit de onderfamilie Tortricinae.

## Soorten
- S. allocotus Common, 1965
- S. araea Turner, 1916
- S. comptana (Walker, 1863)
- S. exochus Common, 1965
- S. molybdantha (Meyrick, 1910)
- S. ochrophylla Turner, 1916
- S. rigida (Meyrick, 1910)